# 阿埃西奧·內維斯
阿埃西奧·內維斯·达·库尼亚（Aécio Neves da Cunha，1960年3月10日—），巴西經濟學者，也是巴西社會民主黨（PSDB）黨主席。自2003年1月1日至2010年3月31日，他出任米納斯吉拉斯州第17任州長，現為代表米納斯吉拉斯州的國會參議員。身為前巴西總統坦克雷多·內維斯的外孫子，阿埃西奧·內維斯跟隨著外祖父累積從治經驗，並開始他的政治生涯。
內維斯是米納斯吉拉斯州歷史上第一位在第一輪選舉中勝出的州長。當次選舉是米納斯吉拉斯州有史以來投票率最高的一次。他共獲得5,282,943票（57.68%的支持率）。他曾任國會議員，並曾擔任過巴西臨時總統。在前總統坦克雷多·內維斯過世之前，內維斯也曾被派任總統秘書的職務，負責處理總統特別事務。阿埃西奧·內維斯隨後被任命為巴西聯邦經濟銀行的董事。
在2014年巴西大选中，他代表社会民主党角逐总统一职，在首轮选举中获得33.5%的选票，与获得41.6%选票的现任总统罗塞夫一同进入第二轮对决，最終內維斯在第二輪投票以48.36%的得票率落敗。

## 早期經歷、教育及職業
阿埃西奧·內維斯於1960年3月10日出生於米納斯吉拉斯州的美景市。由政治家阿埃西奧·昆哈（Aécio Cunha）及因內絲·馬利亞（Inês Maria）所生，阿埃西奧·內維斯來自米納斯吉拉斯州的一個傳統政治世家。他的外祖父坦克雷多·內維斯是巴西民主運動黨的重要人物。坦克雷多·內維斯曾是透過選舉的米納斯吉拉斯州州長，他在就任總統前去世。內維斯的祖父特里斯陶·費雷拉·達·昆哈（Tristão Ferreira da Cunha）和他的父親阿埃西奧·昆哈都曾任米納斯吉拉斯州的國會議員。 出任於Câmara前總統之任期內。
內維斯在10歲時與他的父母搬到里約熱內盧。他的第一份工作是任職於里約熱內盧司法部行政理事會的經濟防禦行政理事會（Administrativo de Defesa Econômica - CADE）1981年，他的外祖父說服他返回美景市。阿埃西奧搬去與他的外祖父和父親同住，並轉學到米納斯吉拉斯天主教大學就讀，主修經濟學。
1982年在美景市，阿埃西奧開始參與祖父競選州長的選務工作，在超過三百個鎮參與造勢活動及集會。阿埃西奧的外祖父坦克雷多·內維斯當選州長後，於1983年邀請阿埃西奧擔任州長的私人秘書。在隨後的幾年中，阿埃西奧參與直選抗爭運動，也參與其外祖父總統競選運動。
1985年，內維斯的外祖父坦克雷多·內維斯當選巴西總統。選舉結束後，以總統當選人的身份訪問國際間的民主國家，試圖去探究在巴西民主過渡期間適當的政治策略。他們訪問了美國並與美國總統隆納·雷根會面, 也前往法國會面法國總統法蘭索瓦·密特朗，參訪意大利並會面意大利總統亞歷山德羅·佩爾蒂尼，意大利總理貝蒂諾·克拉克西，也去拜訪了西班牙國王胡安·卡洛斯一世和教宗若望保祿二世。
坦克雷多·內維斯當選總統後，任命內維斯為總統特別事務秘書．坦克雷多·內維斯於就職前病重，一個月後去世，副總統若澤·薩爾內接任。阿埃西奧·內維斯隨後被任命為巴西聯邦經濟銀行的董事。

## 國會職務

### 國會議員
內維斯代表州出任四任國會眾議員。1986年，他以巴西民主運動黨的成員的身份運作全國制憲大會的（(巴西葡萄牙語: Partido do Movimento Democrático Brasileiro) (PMDB). 在國會代表的選舉中，他獲得236,019票，這是米納斯吉拉斯州國會議員選舉有史以來最高的得票率。在制憲會議中，他是主持主權及兩性平等權利和保障會議的副主席，同時也是修正巴西的投票年齡至16歲的主導人之一。
1990年，內維斯連任國會眾議員。在他的第二任期（1991-1995年），他投票支持對總統費爾南多·科洛爾·德梅洛的彈劾案。1992年，內維斯參選Belo Horizonte市長選舉落選。這是他政治生涯唯一一次的選舉失敗。1994年，內維斯再度連任。在此期間，他當選為是米納斯吉拉斯州巴西社會民主黨主席。1997年，他成為巴西社會民主黨在國會的代表。

### 國會議長
2001年內維斯被選為國會眾議院議長，他的對手包括Aloízio Mercadante（PT-SP），Inocente Oliveira（PFL-PE），Valdemar Costa Neto（PL-SP）和Nelson Marquezelli（PTB-SP）。他獲得的選票超過了他所有競爭對手的總和。內維斯自2001年2月14日至2002年12月17日擔任議長，期間（自2001年6月26日）他被認為是巴西臨時總統。
在他領導下，理事會推動道德倫理計劃，一套評估系統旨在教化議會的道德倫理措施。國會表決了廢止國會議員犯罪豁免權、為道德、禮儀和倫理委員會建立規範。 また彼がインターネットに関する訴状と採決を規定したことによって大衆が立法上経過の訴状を監視することが可能になったのである。他還推動上線公開議會議程及投票過程，使公眾可以監督立法過程。另外，他並削減國會開支和及將國會盈餘繳回聯邦政府。

### 米納斯吉拉斯州州長
自2003年1月1日至2010年3月31日，他出任米納斯吉拉斯州第17任州長，他于2002年首次當選州長。

### 參議員
內維斯於2010年10月3日以7,565,377票當選參議員。同期當選的還有前總統Itamar Franco以及之後繼任米納斯吉拉斯州的州長職位的Antonio Anastasia。
在參議院，內維斯是政治改革、法務、司法和公民委員會的成員。他也參加了經濟事務委員會。他的初衷是提倡兩黨協議以加強立法和改變國會臨時保護措施（PMS）的制定及運作的。
在與國會議員Gabriel Chalita（民主運動黨）和參議員Lindbergh Farias（勞工黨）的合作之下，2011年6月內維斯出席了議會陣線發起的領養議題探討活動。該倡議是無黨派的，旨在動員社會和政府發展政策和採取實際行動鼓勵領養巴西兒童和青少年。
此議會陣線提出三個方案。第一，確保領養兒童或青少年的母親能有120天的育嬰假，不受限於被領養者的年齡。此方案還保證了進行收養程序的男性也可以有120天的育嬰假。第二，致力於保護兒童和青少年的權利組織均可提出民事訴訟；一個目的在捍衛社會的程序管道。第三個方案是允許捐款給非營利組織公民能享有所得稅的減免，鼓勵捐款進而讓非營利組織能提供更完服務給兒童及青少年。
在參議院任職時內維斯與Cassio Cunha Lima、Alvaro Dias、Nunes Ferreira、Pedro Simon、 Randolfe Rodrigues和Pedro Taques共同監督及反對巴西總統羅賽夫所率領的政府。
身為國會參議員內維斯也提倡發展新的聯邦協議用以加強於限制臨時措施、稅收的減少，以及用於支付礦區使用費的計算方法的變化。
且在內維斯的第一年出任參議員時，他提出參議院法案717號，用以提供從事公共衛生方面的企業進行稅收減免。這項政策也是總統羅賽夫當初競選的政見之一，但一直沒兌現。在巴西，從事公共環境衛生的公司通常納稅的金比投資。內維斯同時也是參議院第698號法案(2011年)的起草人。這項法案要求通過最低70%的資金從國家安全基金（FNSP）和國家監獄基金（FUNPEN）撥給巴西各州和聯邦區。
另外，內維斯也對於參議院第697號法案（2011年）提出建議。此項建議是對提供員工教育訓是教育，使雇主，付費課程，員工可以在可能的折扣優惠企業所得稅。
作為參議員，內維斯參與了有關各州與聯邦間債務上的重啟協商談判，他提出了減少各州債務利息的方案，此利息比是聯邦政府對私人公司收取的利息更高。
內維斯還撰寫憲法修正案（PEC 31，2011）。這個提案要求聯邦政府對因稅收共享收入而造成州和市在財政上的損失進行補償。如此政府才能在不削減市和州的稅收下以及不罔顧地方政府的意見下繼續推行稅收減免。
2013年10月下旬，內維斯提出家庭補助金政策。如果獲得國會及總統的批准，該政策將撥放家庭補助金給全國社會救助基金。無論在什的執政下，該基金都將會確保款項能正常發放。
2011年4月，內維斯發表一項聲明。其聲明指出其”反對派的立場”，並批評總統羅塞夫所領導的政府在上任100天的表現和前總統平衡執政八年有很大的不同。 在2013年2月一次演講中，內維斯更進一步指出執政黨的13項失敗施政。
作為國會議員和參議員，內維斯被國會諮問部（DIAP）列為“國會首腦”之一。根據部門指出，國會的首腦是“具備從其他議員當中脫穎而出所需的素質和技能。

## 州長競選

### 2002年州長選舉
2002年6月18日，時任州長的Itamar Franco拒絕競選連任，並支持內維斯為候選人。支持內維斯的聯盟跨九個黨派。由自由前進黨提出內維斯的競選搭檔Clésio Andrade (自由前進黨)他時任全國運輸聯盟的會長。內維斯的主要競爭對手是國會議員Nilmário Miranda（勞工黨）和前長Newton Cardoso（民主運動黨）。
2002年10月6日，內維斯在第一輪被選為米納斯吉拉斯州州長。內維斯是米納斯吉拉斯州歷史上第一位在第一輪選舉中勝出的州長。當次選舉是米納斯吉拉斯州有史以來投票率最高的一次。他共獲得 5,282,943票（57.68%的支持率）。

### 2006年州長競選
2006年3月28日，內維斯宣布參選連任。 重新當選後，內維斯為國家歷史上第二任期最長的州長。內維斯2006年同盟被命名為"Minas Não Pode Parar"，共有10個黨派。而他的參選夥伴是副州長安東Antonio Anastasia，來自民主運動黨。
在10月1日的選舉中，內維斯再次當選米納斯吉拉斯州州長，總得票7,482.809，得票率73.03%。

### 米納斯吉拉斯州州長
內維斯進行行政改革以平衡州財政。他把國家部門的數量從21減少到15個。不需要政府授權的447處和1,326個職位被裁減。他同時也削減了州長，副州長和國務卿的工資。採用互聯電子交易也是在當時的改革措施之一。他還創建了政府管理機構，所有部門每個月都必須提交報告給此機構。
這些措施減少開支和重組國家機構。透過國家的所有機關和機構的參與，他還實施了新的管理措施。
2003年2月，內維斯與他的經濟團隊前往華盛頓特區與國際間有聲望的組織代表接觸以期能增加在Minas Gerais州的外國投資方。Minas Gerais州的財政在經過14年的負債，2005年被聯邦政府認定州財政平衡並要求Minas Gerais州州長開始歸還在國外募集的資金。
2006年，內維斯政府支付所有滯產的債務，從2003年到2006年共支付2億9208萬巴西雷亞爾（R$）。
2008年5月，世界銀行批准了米納斯吉拉斯州9.76億美元貸款的狀態。世界銀行選擇了米納斯吉拉斯州作為在世界上的第一個獲得融資但不需支付融資費用的合作夥伴。米納斯吉拉斯州將實現對這地區許下的目標，包括在教育和健康保險的承諾。

#### 社會發展
在由內維斯實施的社會計劃中，對抗農村貧困的項目發展的經費是由世界銀行提供7000萬美元的融資，並分為兩次支付各3500萬美元。 根據發表在Agência Mineira的消息，此發展項目涵蓋Minas Gerais州北部188個市和中部地區的幾個縣，包括Vale do Jequitinhonha，Vale do Mucuri和Vale de São Mateus。這些地區的人類發展指數是全州最低。 該項目的目標是改善的農村人口的收入和生活品質。由當地社區負責組織及決定其欲改善項目的優先順序。這些項目的包括幼兒園的建設、建立手工藝協會或養殖場。
從2006年項目的啟動到2008年6月，共簽訂了金額相當於2800萬美元共1283項協議。共計有74,600個家庭受益。
2007年3月，內維斯推動青年儲蓄計劃。其目的是支持在到2010年會持續住在高社會風險地區的50,000高中生。在高三結束那年年底，每個學生可獲得總計金額3,000巴西雷亞爾。這些經濟上的補助能在學生日後職業生涯中使用，如Minas Gerais州規劃與管理秘書處於青年儲蓄計劃官方網站上所描述。 
若想要參加這個計劃，高中畢業生必須承諾達到某些標準，包括在校出勤率、在校表現，成績，和個人的行為都必須達到標準。他們也不能從事任何犯罪活動，並應進行社區服務。 學生也須在的心理學家和社會工作者的協助下從事文化或職業相關的課外活動。
超過30,000名學生參加了該計劃，並獲得英語和計算機技能的專業培訓。

#### 運輸
內維斯政府在2004年實施的鋪路計劃和道路連接計劃是由政府及美洲開發銀行的共同開發。該方案包括連接225直轄市的泥土路重新舖設。該方案的主要目標是改善城市基礎設施。透過幫助他們爭取資源及進入地區市場來促進目標城市的經濟、社會發展以及生活品質。
道路連接計劃從州稅收撥出8.4億雷亞爾的資金。約60％的目標發展城市都位於Jequitinhonha、Mucuri和Rio Doce等地區，分別是米納斯吉拉斯州北邊和西北邊。大約88%的城市只有不到1萬名居民且97%的居民人類發展指數比米納斯吉拉斯州平均還低。
在參與計劃之後，219參與的直轄市之中，有212城市由鋪設道路連接。八年來眾多的道路被鋪平，其中一半鋪設在國家歷史遺址附近。在2005年底開始建立的Dirty Beaches，是一條位於Belo Horizonte北部都會區的地鐵。該工程已於2008年完工。Belo Horizonte北部和其它10個鄉鎮都為在此都市區。

#### 坦克雷多·內維斯鎮
坦克雷多·內維斯鎮（Tancredo Neves）新總部的建築物，於2010年3月4日其祖父坦克雷多·內維斯冥誕100歲生日當日由內維斯宣布落成。這五幢建築物是由奧斯卡·尼邁耶所設計，位於Hipódromo Serra Verde的遺址，在Belo Horizonte、Vespasiano和Santa Luzia Vespasiano等城市的邊界。
首府坦克雷多·內維斯集中擁有所有州政府部門和機構，並有16,000名公務員在此工作。它的位置也促進了北方Belo Horizonte地區和周邊城市的發展，吸引公共和私人投資，以及創造更多的機會予當地的人口。
在總面積共265萬平方米平方的建築物中，包括州長辦公的Tiradentes Palace，另兩棟樓作為部門和其他機構以及社區中心，餐廳，商店，銀行，以及擁有490個座位的禮堂。首府辦公大樓可經由Linha Verde連接。首府的建設項目經費由一家叫作的Minas Gerias經濟發展國有企業由礦區使用費撥付資金。 この行政的な街はLinha Verdeを経由して訪れることができる。このプロジェクトは鉱山使用料ミナスジェライス州経済開発企業からの資金で立てられた。

#### 巴西自由廣場文化圈
內維斯政府還興建了巴西自由廣場文化圈，這是Belo Horizonte最興勝的旅遊景點之一。隨著米納斯吉拉斯州個部長搬遷到與米納斯吉拉斯州首府辦公，巴西自由廣場周圍Praça da Liberdade大道的歷史建築都經過整修及修復，圍塑成巴西自由廣場文化圈。此區擁有博物館Minas Gerais，室車間，咖啡館，餐館和商店。 
在TIM UFMG教育中心設有天文館和天文台。建築採礦與金屬的博物館設立在原本米納斯吉拉斯州大學的神父寓所和教育學院。 
 
自由皇宮在Oi Futuro此機構的支持下重新修建。該皇宮可以在每月的最後一個星期日開放參觀，並安置了多媒體展覽廳，可展示歷任州長辦公的空間。紀念館從不同的面向描繪米納斯吉拉斯州歷史和文化等各個方面。Banco do Brasil文化中心的展覽空間和中心作為大眾藝術展示空間陳列米納斯吉拉斯州的藝術。同為巴西自由廣場文化圈一部份的還有州圖書館Luiz de Bessa、Mineiro博物館公有礦工檔案館和也被稱為Edificio Rainha da Sucata的Tancredo Neves遊客中心。

#### 管理衝擊
內維斯領導的州政府的治理重點是管理衝擊。州政府採取一系列措施，使政府減少在運作上的開支而能投資更多在人民上。為了降低成本和將機構設備現代化，內維斯政府採用新的管理模式。從長遠來看，管理衝擊旨在提高州政府的質量和生產率。該方案還提供了公務員的培訓以提高公務員對公民的服務的品質。
在世界銀行擔任2005年至2008年間主管的John Briscoe在2013年10月的Braziliense郵報上針對衝擊管理發布的一篇文章說 “第一個結果是壯觀的，每個在華盛頓的人都留下了深刻印象。Neves所率領的政府因這項計劃被稱讚，這表明成果導向的政策是可行的。
經過14年，聯邦政府認定州政府財政上已達平衡，根據從美洲開發銀行的聲明，聯邦政府並授權米納斯吉拉斯州政府可在2005年起尋求外國投資。 根據雜誌(2008年4月23日，發行) 和報紙(2008年5月2日)報導指出，因為管理衝擊計劃的進展，2008年美洲開發銀行開始提供貸款給Minas Gerais州。
當一些成員反對米納斯吉拉斯州施行管理衝擊，越來越多人請教這一政策的主要規劃者Vicente Falconi教授如何應用此程序在公共管理的其他領域。根據報紙報導(2004年7月28日)指出，Falconi的助理還應前總統盧拉邀請接受採訪，此訪談並刊登於的雜誌（444期2006年11月20日）。 2004年7月28日に発行された新聞と誌のインタビュー記事によると、Falconiの援助は前重役のLuiz Inacio Lula da Silvaによって求められたものであったとされる。

### 公務員
管理衝擊政策施行的支柱之一應是公務員。內維斯政府改革公務員工資制度和公務員聖誕節獎金的重新設立。內維斯促進了職業規劃和釋放1億的未付工資的資金。管理衝擊力求提高公家服務的穩定性和促進公務員續任。 

#### 公共安全
自2003到2008年，米納斯吉拉斯州的犯罪率下降了36%。 最大跌幅出現在州府Belo Horizonte（52%）和其所屬的大都會區（51%）。 在同一時期，州政府撥出220億作為公共安全基金。
州政府通過公務員考試錄用的了更多的警察，憲兵和消防員。2003年，軍事和民事警察和消防部門的公用車數量從7,068架增加到13,072架。創建獄警並在2003年至2009年監獄管理人員的數量增加了400％ 。總體來看，在米納斯吉拉斯州工作的社會安全相關公務員人數自2003年到2009年從49,400人增加到60,832人。
2003年內維斯推動一個叫做“活著”的計劃，以減少在該州的兇殺案，每一年，13,000身處高危險地區的學生和年輕的成年人與整個國家的兇殺案最高的地區參與該計劃。在該計劃實施的地區，兇殺率下降了50％以上。該方案的重點是提供包括體育、文化、有效的包容和溝通等主題的研討會以減少青少年犯罪的機會。
2009年1月21日，州政府宣布建於孕婦示範監獄落成。這是全國第一個容納懷孕的囚犯和其嬰兒直到嬰兒滿一歲的監獄。
內維斯建立巴西第一個透過公私合作夥伴關係來管理的監獄。第一個公私合營的監獄位於Belo Horizonte的大都會區的Ribeirão das Neves，並正式成立於2013年1月28日。內維斯也促進APAC（保護和協助罪犯協會）與法院的合作關係以防止罪犯再犯案，並為罪犯尋找其它替代服刑的可能性。

#### 公共衛生
內維斯政府創造了提供給大眾的公共衛生服務項目。在2012年，根據聯邦政府IDSUS評估，在整個巴西東南部地區，米納斯吉拉斯州擁有最好的醫療保險系統。
其中一個方案是專門醫院，這個方案促使米納斯吉拉斯州公共衛生區域化發展並將投資均勻分布。高出4.7億投資在米納斯吉拉斯州的108直轄市。
2003年10月，一個叫做的計劃在米納斯吉拉斯州創立，用以減少嬰兒和產婦死亡率。該方案目的在建立欣欣向榮的生活和支援家中有孕婦的家庭。該計劃實施後，自2003到2008年，嬰兒死亡率減少17%，每一千人的死亡人數從17.6降到14.6。兩千個新的家庭健康計劃團隊在實施健康家園計劃。共計4,009個團隊在實施基本健保單位的新建，擴建和改造。此外，997輛醫療車被購入。
政府還實施了米納斯吉拉斯州藥物管理計劃，讓人民能取得簡單的健保藥物。在2003年和2009年20.6億投資在藥物的分配。隨後，計劃也擴展到慢性疾病患者的家庭照顧。

#### 教育
2003年，米納斯吉拉斯州成為巴西第一個讓全部年滿六歲的小孩上學的州，並確保一年以上的公立學校基礎教育。 根據聯邦政府機構評估，米納斯吉拉斯州擁有全巴西最好的基礎教育。它希望能幫助學生達到發展中國家的平均教育水平。
2005年，一個名為“全職學生”的方案成立，為超過105,000名學生服務。政府還創建如活潑學校和活躍社區等計劃。它的重點是加強學校與在城市地區的社會弱勢群體的連結，包括遭受嚴重暴力對待的群體。活潑學校和活躍社區已經服務超過450,000名學生。

#### 民意調查
內維斯在他任米納斯吉拉斯州州長獲得非常高的支持率。研究所在2006年7月進行其領導能力調查顯示，21％的回答者打了最高分。 2009年3月，77％的受訪者認為他的治理7能力很優秀甚至是非常傑出。同一調查顯示，僅5％的受訪者認為他的政府是差或是非常差。這個支持率調查是針對巴西各州州長的。

## 社會民主黨主席
2013年5月18日，內維斯被選為巴西社會民主黨主席，取代眾議員Sérgio Guerra。此次與會者是該黨有史以來最高，有超過4,000名會員出席。內維斯獲得97.3%的選票。

## 私人生活
內維斯於1991年到1998年娶律師Andrea Falcão為妻，他們有一個出生於1991年的女兒， 名叫Gabriela Falcão Neves。內維斯之後娶Leticia Weber為妻。Leticia Weber於1979年出生在Panambi，Rio Grande do Sul。他們於2013年10月9日在幾位嘉賓見證之下正式結婚，並在Neves母親位於在Rio de Janeiro的公寓舉行的結婚儀式。

## 獎項和榮譽
在11月13日，內維斯收到法國國家榮譽軍團勳位。雜誌在2008年、2009年、2010年、2011年和2012都將他列為100個最有影響力的巴西人之一。